# Joseph Jon Bruno
Joseph Jon Bruno (* 17. November 1946 in Los Angeles; † 23. April 2023 in La Quinta, Kalifornien) war ein US-amerikanischer anglikanischer Bischof von Los Angeles der Episkopalkirche der Vereinigten Staaten von Amerika.

## Leben
Nach seiner Schulzeit war Bruno zunächst als Polizist in der Stadt Burbank in Kalifornien tätig. Daneben war er als Footballspieler bei den Denver Broncos unter Vertrag. Nach einer sportlichen Verletzung musste Bruno seinen beruflichen Werdegang als Footballspieler und Polizist aufgeben. Bruno studierte anglikanische Theologie und erreichte 1977 einen Master of Divinity am Virginia Theological Semiar. 1978 wurde Bruno zum Priester durch Bischof Robert Claflin Rusack geweiht und war danach als Priester unter anderem in der Kirchengemeinde St. Athanasius in Los Angeles tätig, wo er mithalf das Cathedral Center im Distrikt Echo Park zu gründen. Am 13. November 1999 wurde Bruno Bischofkoadjutor in Los Angeles. Am 29. April 2000 wurde er durch Bischof Richard Lester Shimpfky sowie Frederick Borsch und Chester Lovelle Talton im Los Angeles Convention Center zum Bischof geweiht. 2001 erhielt Bruno den Ehrendoktor vom Virginia Theological Semiar. Vom 1. Februar 2002 bis 2017 war Bruno als Nachfolger von Frederick Borsch Bischof in der Episcopal Diocese of Los Angeles. Bruno war mit Mary Bruno verheiratet, aus deren Ehe drei Kinder entstammen.